# HOT PINK
〈HOT PINK〉는 대한민국의 음악 그룹 EXID의 네 번째 싱글이다. 2015년 11월 18일 발매되었다.

## 차트

### 주간 차트
| 차트 (2015)                   | 최고 순위 |
| ----------------------------- | --------- |
| 대한민국 (가온 BGM 차트)      | 21        |
| 대한민국 (가온 디지털 차트)   | 4         |
| 대한민국 (가온 다운로드 차트) | 4         |
| 대한민국 (가온 스트리밍 차트) | 17        |